# Lantlôs
Lantlôs (middelhøjtysk for "hjemløs" eller "uden hjemland") er et tysk black metal/post-rock-band, dannet i 2005. Frontmanden Herbst valgte i sin tid bandnavnet for at indikere at han ikke følte sig hjemme i Tyskland eller noget andet sted. Medstifter Angrrau forlod bandet efter udgivelsen af deres debutalbum. En overgang var Stéphane "Neige" Paut - kendt fra Alcest og det tidlige Peste Noire - forsanger i bandet, men han forlod Lantlôs i 2013. Samme år blev de to livemusikere Cedric Holler og Felix Wylezik indlemmet som fuldgyldige medlemmer.

## Medlemmer
- Markus "Herbst" Siegenhor – guitar, bas, keyboard, vokal (tidligere også trommer)
- Cedric Holler - guitar, vokal
- Felix Wylezik - trommer

### Tidligere medlemmer
- Angrrau – vokal, bas, piano (2005-2008)
- Tom Innocenti – vokal, guitar, keyboard (2008)
- Stéphane "Neige" Paut – vokal (2010-2013)

## Diskografi

### Studiealbum
- 2008: Lantlôs
- 2010: .neon
- 2011: Agape
- 2014: Melting Sun

### Singler
- 2014: "Melting Sun I: Azure Chimes"

### Demoer
- 2008: Îsern Himel

## Fodnoter
1. 1 2 3  Lantlôs på Encyclopaedia Metallum